# Rajd Polski 1989
Rajd Polski 1989 (46. Rajd Polski) – 46. edycja rajdu samochodowego Rajd Polski rozgrywanego w Polsce. Rozgrywany był od 7 do 9 lipca 1989 roku. Bazą rajdu był Wrocław. Rajd był dwudziestą szóstą rundą Rajdowych Mistrzostw Europy w roku 1989 (o najwyższym współczynniku – 20) oraz drugą rundą Rajdowego Pucharu Pokoju i Przyjaźni (CoPaF) w roku 1989.

## Zwycięzcy odcinków specjalnych[5][2]
| Dzień   | Numer odcinka | Nazwa odcinka              | Długość  | Zwycięzca odcinka                                           | Nr Sam. | Samochód                                       | Czas  | Śr. pr. |
| ------- | ------------- | -------------------------- | -------- | ----------------------------------------------------------- | ------- | ---------------------------------------------- | ----- | ------- |
| 7 lipca | OS1           | GP Sobótka                 | 3.28 km  | Yves Loubet Jean-Marc Andrié                                | 1       | Lancia Delta Integrale                         | 1:55  | 102.68  |
| 7 lipca | OS2           | Jodłownik – Srebrna Góra   | 20.06 km | Yves Loubet Jean-Marc Andrié                                | 1       | Lancia Delta Integrale                         | 10:23 | 115.92  |
| 7 lipca | OS3           | Żdanów – Młynów            | 13.60 km | Yves Loubet Jean-Marc Andrié                                | 1       | Lancia Delta Integrale                         | 7:30  | 108.80  |
| 7 lipca | OS4           | Nowa Bystrzyca – Mostowice | 20.62 km | Yves Loubet Jean-Marc Andrié                                | 1       | Lancia Delta Integrale                         | 12:25 | 99.64   |
| 7 lipca | OS5           | Jeleniów – Radków          | 22.59 km | Yves Loubet Jean-Marc Andrié                                | 1       | Lancia Delta Integrale                         | 11:34 | 117.18  |
| 7 lipca | OS6           | Włodowice – Świerki        | 8.73 km  | Yves Loubet Jean-Marc Andrié Robert Droogmans Ronny Joosten | 1 4     | Lancia Delta Integrale Ford Sierra RS Cosworth | 4:44  | 110.66  |
| 7 lipca | OS7           | Ludwikowice – Kamionki     | 14.89 km | Robert Droogmans Ronny Joosten                              | 4       | Ford Sierra RS Cosworth                        | 7:25  | 120.46  |
| 7 lipca | OS8           | Rościszów – Lubachów       | 19.68 km | Yves Loubet Jean-Marc Andrié                                | 1       | Lancia Delta Integrale                         | 12:12 | 96.65   |
| 8 lipca | OS9           | Jodłownik – Srebrna Góra   | 20.06 km | Robert Droogmans Ronny Joosten                              | 4       | Ford Sierra RS Cosworth                        | 10:26 | 115.36  |
| 8 lipca | OS10          | Żdanów – Młynów            | 13.60 km | Robert Droogmans Ronny Joosten                              | 4       | Ford Sierra RS Cosworth                        | 7:20  | 111.27  |
| 8 lipca | OS11          | Nowa Bystrzyca – Mostowice | 20.62 km | Yves Loubet Jean-Marc Andrié                                | 1       | Lancia Delta Integrale                         | 12:21 | 100.18  |
| 8 lipca | OS12          | Jeleniów – Radków          | 22.59 km | Yves Loubet Jean-Marc Andrié                                | 1       | Lancia Delta Integrale                         | 11:25 | 118.72  |
| 8 lipca | OS13          | Włodowice – Świerki        | 8.73 km  | Robert Droogmans Ronny Joosten                              | 4       | Ford Sierra RS Cosworth                        | 4:38  | 113.05  |
| 8 lipca | OS14          | Ludwikowice – Kamionki     | 14.89 km | Robert Droogmans Ronny Joosten                              | 4       | Ford Sierra RS Cosworth                        | 7:30  | 119.12  |
| 8 lipca | OS15          | Rościszów – Walim          | 19.68 km | Robert Droogmans Ronny Joosten                              | 4       | Ford Sierra RS Cosworth                        | 11:50 | 99.79   |
| 8 lipca | OS16          | Królikowice – Królikowice  | 6.51 km  | Robert Droogmans Ronny Joosten                              | 4       | Ford Sierra RS Cosworth                        | 3:08  | 124.66  |
| 8 lipca | OS17          | Królikowice – Królikowice  | 6.51 km  | Yves Loubet Jean-Marc Andrié Robert Droogmans Ronny Joosten | 1 4     | Lancia Delta Integrale Ford Sierra RS Cosworth | 3:06  | 126.00  |
| 8 lipca | OS18          | Jodłownik – Srebrna Góra   | 22.59 km | Yves Loubet Jean-Marc Andrié                                | 1       | Lancia Delta Integrale                         | 10:13 | 117.81  |
| 8 lipca | OS19          | Żdanów – Młynów            | 13.60 km | Robert Droogmans Ronny Joosten                              | 4       | Ford Sierra RS Cosworth                        | 7:09  | 114.13  |
| 8 lipca | OS20          | Nowa Bystrzyca – Mostowice | 20.62 km | Yves Loubet Jean-Marc Andrié                                | 1       | Lancia Delta Integrale                         | 12:12 | 101.41  |
| 8 lipca | OS21          | Jeleniów – Radków          | 22.59 km | Robert Droogmans Ronny Joosten                              | 4       | Ford Sierra RS Cosworth                        | 11:17 | 120.12  |
| 8 lipca | OS22          | Włodowice – Świerki        | 8.73 km  | Robert Droogmans Ronny Joosten                              | 4       | Ford Sierra RS Cosworth                        | 4:46  | 109.89  |
| 8 lipca | OS23          | Ludwikowice – Kamionki     | 14.89 km | Paolo Alessandrini Alessandro Alessandrini                  | 17      | Lancia Delta Integrale                         | 7:35  | 117.81  |
| 8 lipca | OS24          | Rościszów – Lubachów       | 19.68 km | Robert Droogmans Ronny Joosten                              | 4       | Ford Sierra RS Cosworth                        | 12:32 | 94.21   |
| 8 lipca | OS25          | Królikowice – Królikowice  | 6.51 km  | Robert Droogmans Ronny Joosten                              | 4       | Ford Sierra RS Cosworth                        | 3:16  | 119.57  |

## Wyniki końcowe rajdu i ERC[6][7]
| Miejsce | Kierowca           | Pilot              | Samochód                | Czas    | Strata |
| ------- | ------------------ | ------------------ | ----------------------- | ------- | ------ |
| 1       | Robert Droogmans   | Ronny Joosten      | Ford Sierra RS Cosworth | 3:30:54 | –      |
| 2       | Yves Loubet        | Jean-Marc Andrié   | Lancia Delta Integrale  | 3:36:28 | +5:34  |
| 3       | Marc Soulet        | Philippe Willem    | BMW M3                  | 3:45:19 | +14:25 |
| 4       | Attila Ferjáncz    | János Tandari      | Lancia Delta Integrale  | 3:49:29 | +18:35 |
| 5       | Pierre Bos         | Claude Jung        | Ford Sierra RS Cosworth | 3:55:16 | +24:22 |
| 6       | Pascal Schmite     | Cathérine Clause   | Opel Kadett GSI         | 3:55:45 | +24:51 |
| 7       | Maurizio Ferrecchi | Gianfranco Imerito | Lancia Delta Integrale  | 3:56:25 | +25:31 |
| 8       | Omer Saelens       | Jeannick Breyne    | Ford Sierra RS Cosworth | 3:59:43 | +28:49 |
| 9       | Stojan Kolew       | Bojko Ignatow      | Audi Coupé Quattro      | 4:00:20 | +29:26 |
| 10      | Dominique Dumont   | Christian Sterckx  | Renault 11 Turbo        | 4:02:10 | +31:16 |

## WynikiRPPiP(CoPaF)[8]
| Miejsce | Kierowca        | Pilot                | Samochód          | Czas    | Strata |
| ------- | --------------- | -------------------- | ----------------- | ------- | ------ |
| 1 (13)  | Siergiej Alasow | Aleksandr Lewitan    | Lada Samara 21083 | 4:03:44 | –      |
| 2 (18)  | Wiktor Szkolny  | Władimir Nakonieczny | Lada Samara 21083 | 4:09:45 | +6:01  |
| 3 (20)  | Václav Arazim   | Julius Gál           | Škoda 130 L       | 4:10:41 | +6:57  |